# Maksym Feszczuk
Maksym Ihorowycz Feszczuk, ukr. Максим Ігорович Фещук (ur. 25 listopada 1985 w Brodach) – ukraiński piłkarz, grający na pozycji napastnika.

## Kariera piłkarska

### Kariera klubowa
Wychowanek klubu Karpaty Lwów. Rozpoczął karierę piłkarską w drugiej drużynie Karpaty-2 Lwów, skąd w 2003 trafił do klubu Hałyczyna-Karpaty Lwów. Od 2004 już bronił barw Karpat Lwów. 14 marca 2004 zadebiutował w koszulce Karpat. W styczniu 2009 podpisał 3-letni kontrakt z klubem Tawrija Symferopol. 1 stycznia 2014 zasilił skład Howerły Użhorod. 3 lipca 2015 przeniósł się do Szachtiora Karaganda. Na początku stycznia 2016 opuścił kazachski klub. 2 marca 2016 podpisał kontrakt z mołdawską Dacią Kiszyniów. 3 stycznia 2017 opuścił mołdawski klub, a 23 lutego został piłkarzem FK Taraz. Od 2018 bronił barw Arsenału Kijów. 13 lutego 2019 podpisał kontrakt z FK Witebsk. W 2020 został zawodnikiem FK Kołos Buczacz.

### Kariera reprezentacyjna
Występował w młodzieżowej reprezentacji Ukrainy. Łącznie rozegrał 17 gier reprezentacyjnych i strzelił 6 goli.

## Sukcesy i odznaczenia
- wicemistrz młodzieżowych Mistrzostw Europy: 2006
- wicemistrz Mołdawii: 2016